# Hangöbanan
| Track end start |

| Station on track |

| Non-passenger station/depot on track |

| Stop on track |

|  | Unknown BSicon "ABZg+l" | Unknown BSicon "ENDEeq" |

|  | Unknown BSicon "ABZg+l" | Unknown BSicon "ENDEeq" |

| Stop on track |

| Unknown BSicon "eHST" |

| Unknown BSicon "ENDEaq" | Unknown BSicon "ABZg+r" |  |

| Station on track |

| Unknown BSicon "ENDEaq" | Unknown BSicon "ABZgr" |  |

| Station on track |

| Unknown BSicon "eHST" |

| Unknown BSicon "eHST" |

| Unknown BSicon "hKRZWae" |

| Unknown BSicon "ENDEaq" | Unknown BSicon "ABZg+r" |  |

| Station on track |

| Station on track |

| Unknown BSicon "eHST" |

| Unknown BSicon "eHST" |

|  | Unknown BSicon "ABZg+l" | Unknown BSicon "LSTRq" |

| Station on track |

|  | Unknown BSicon "ABZgl" | Unknown BSicon "LSTRq" |

| Unknown BSicon "LSTR" |

| Track end start |

| Station on track |

| Non-passenger station/depot on track |

| Stop on track |

|  | Unknown BSicon "ABZg+l" | Unknown BSicon "ENDEeq" |

|  | Unknown BSicon "ABZg+l" | Unknown BSicon "ENDEeq" |

| Stop on track |

| Unknown BSicon "eHST" |

| Unknown BSicon "ENDEaq" | Unknown BSicon "ABZg+r" |  |

| Station on track |

| Unknown BSicon "ENDEaq" | Unknown BSicon "ABZgr" |  |

| Station on track |

| Unknown BSicon "eHST" |

| Unknown BSicon "eHST" |

| Unknown BSicon "hKRZWae" |

| Unknown BSicon "ENDEaq" | Unknown BSicon "ABZg+r" |  |

| Station on track |

| Station on track |

| Unknown BSicon "eHST" |

| Unknown BSicon "eHST" |

|  | Unknown BSicon "ABZg+l" | Unknown BSicon "LSTRq" |

| Station on track |

|  | Unknown BSicon "ABZgl" | Unknown BSicon "LSTRq" |

| Unknown BSicon "LSTR" |

Hangöbanan är en järnvägslinje i Finland som går från Karis till Hangö. Trafiken består vanligtvis av godstrafik och rälsbussar för persontrafik. Trafiken är dock begränsad till godstrafik fram till 2024 på grund av elektrifieringsarbete. Under denna tidsperiod ersätts rälsbussarna med bussförbindelser.

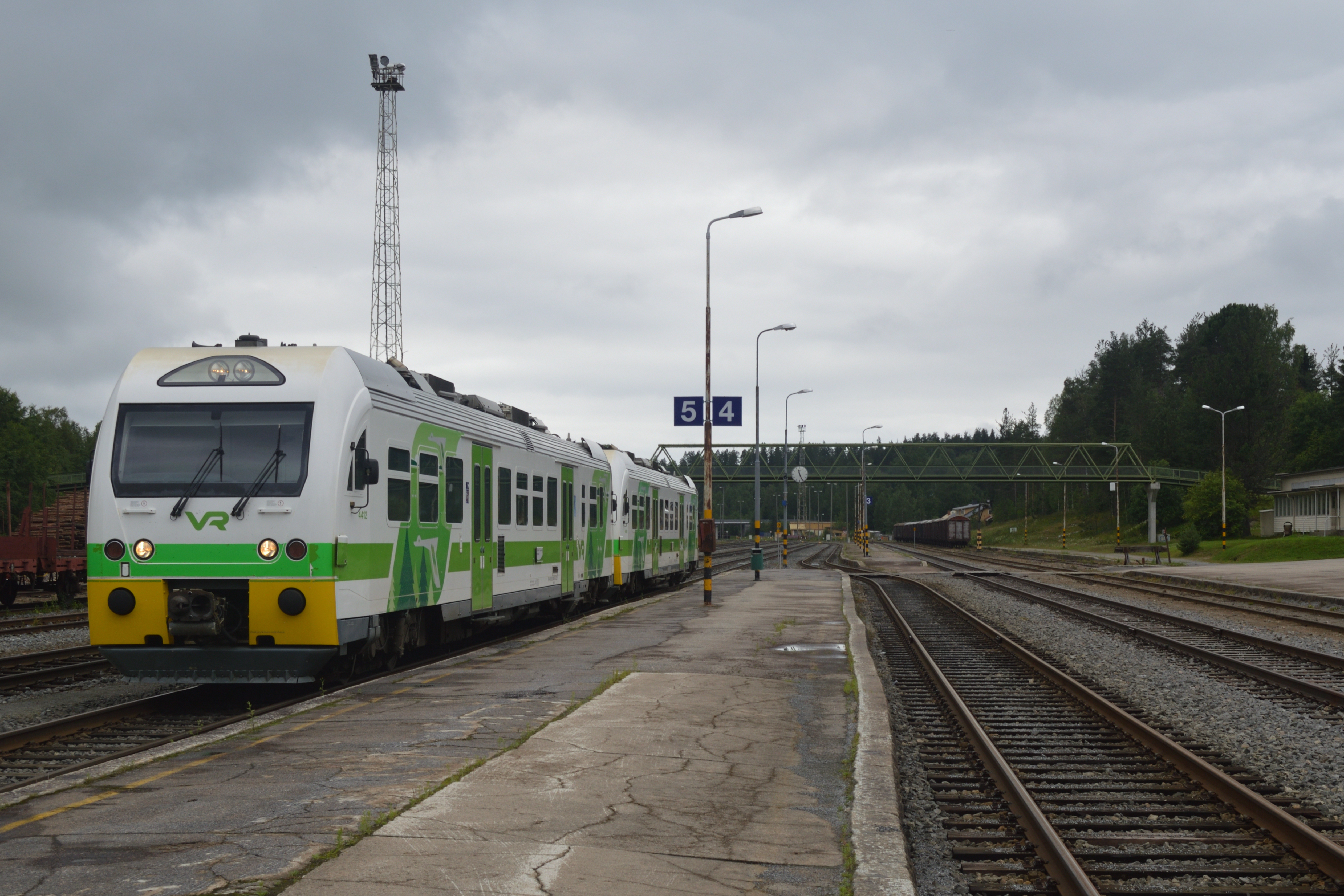
Ett Dm12 tåg som trafikerar på Hangöbanan.

## Historia
Hangöbanan var ursprungligen en del av banan mellan Hyvinge och Hangö. Det var den första banan i Finland som bekostades med privata medel. Den färdigställdes år 1873 och finansieringen sköttes av affärsmän från Sankt Petersburg. Man trodde att banan skulle vara lönsam eftersom Hangö hade en hamn som var isfri och därmed möjliggjorde handel även under vintermånaderna. Verksamheten gav dock förluster och banavsnittet övertogs av staten redan år 1875.

## Bildgalleri

Bilder över trafikplatser på Hangöbanan
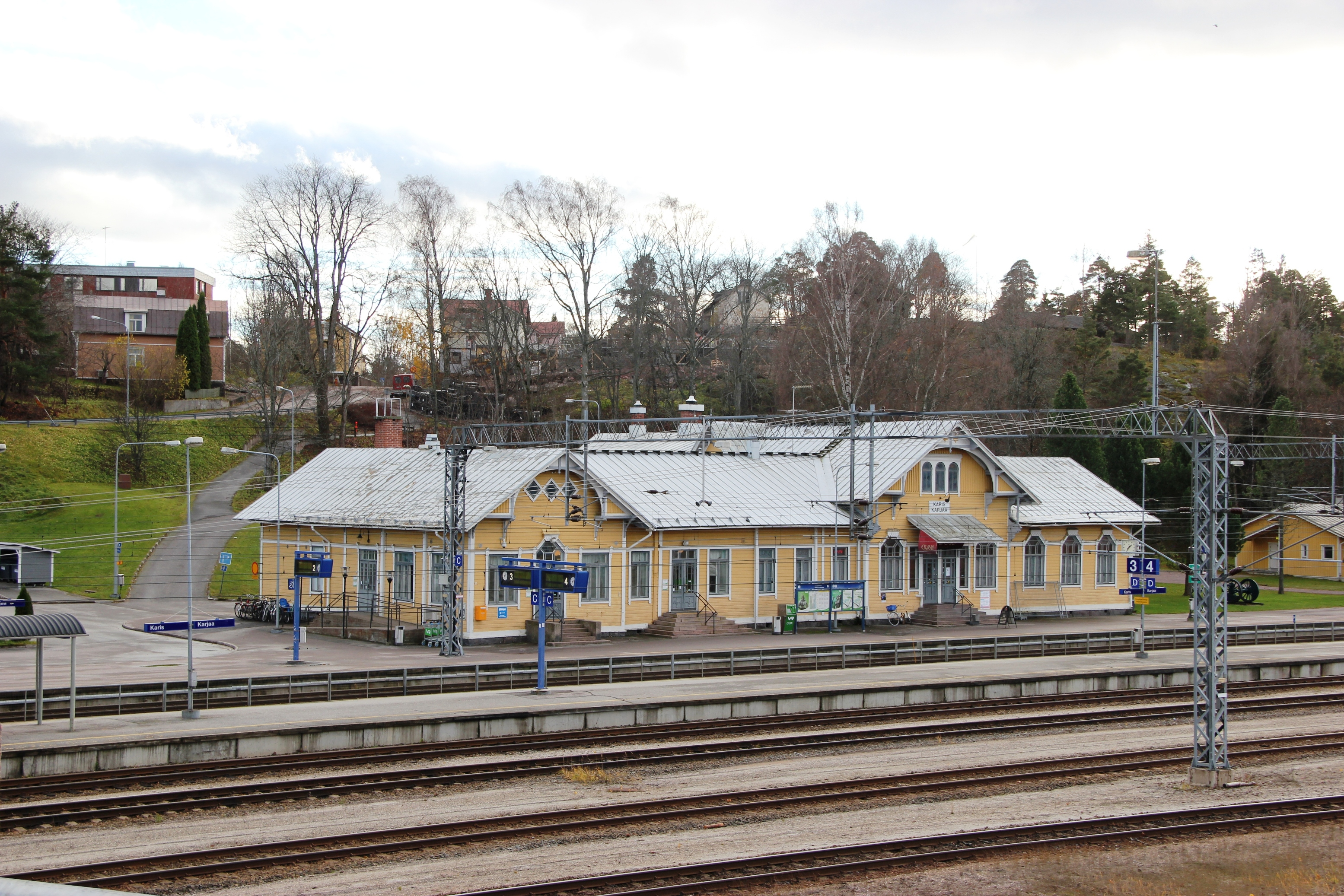
Karis järnvägsstation
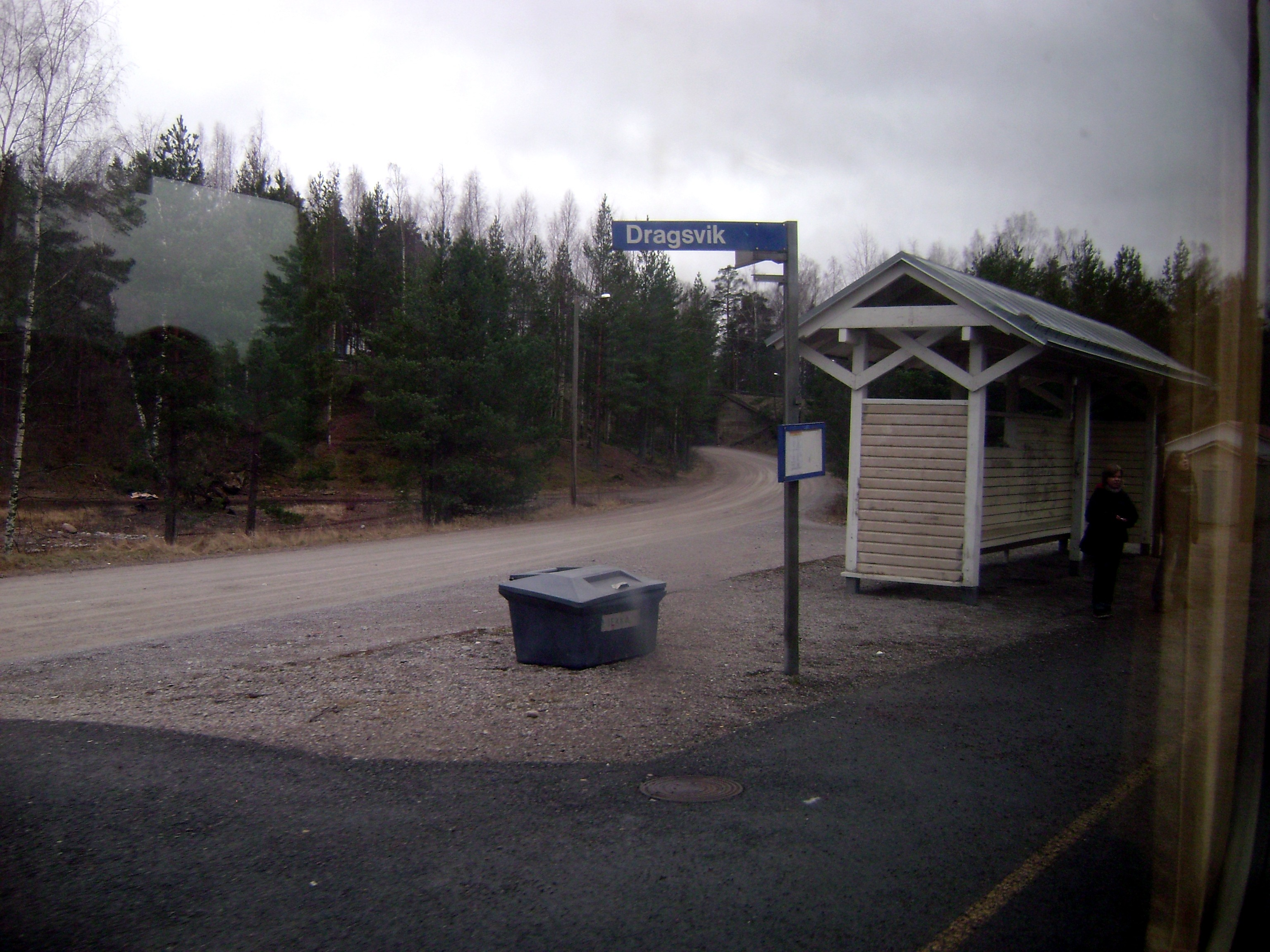
Dragsvik järnvägshållplats.
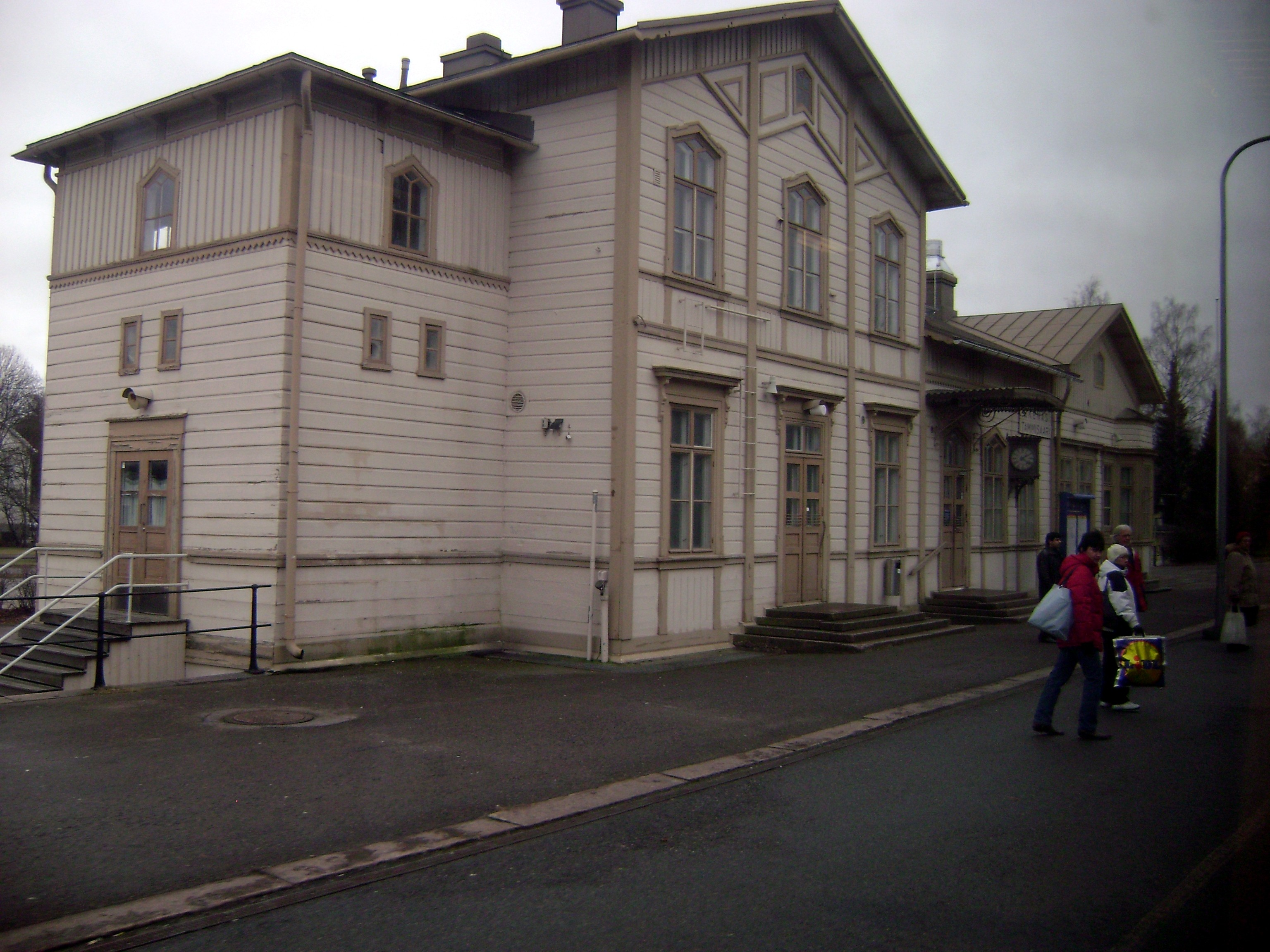
Ekenäs järnvägsstation.
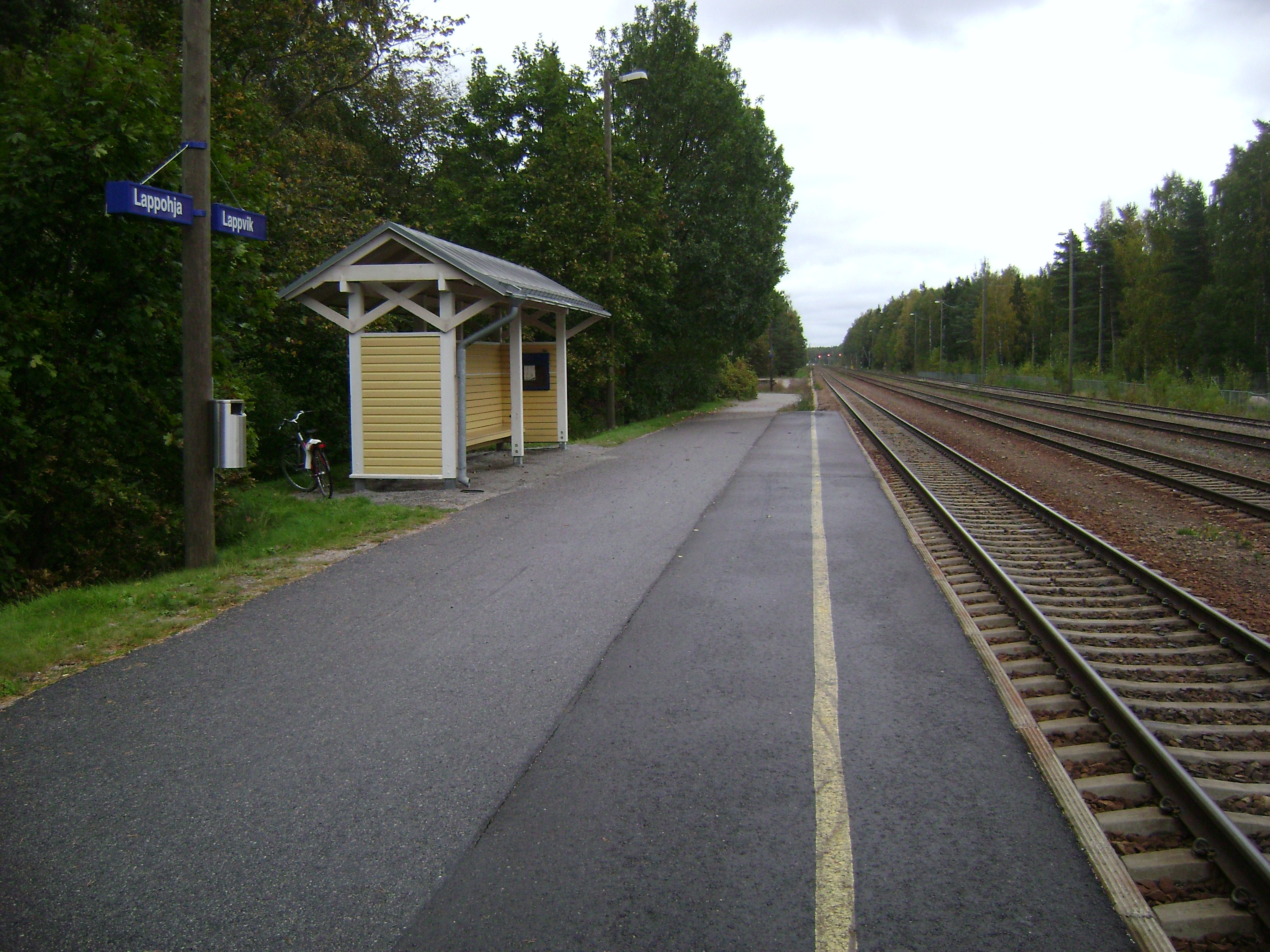
Lappvik järnvägsstation.
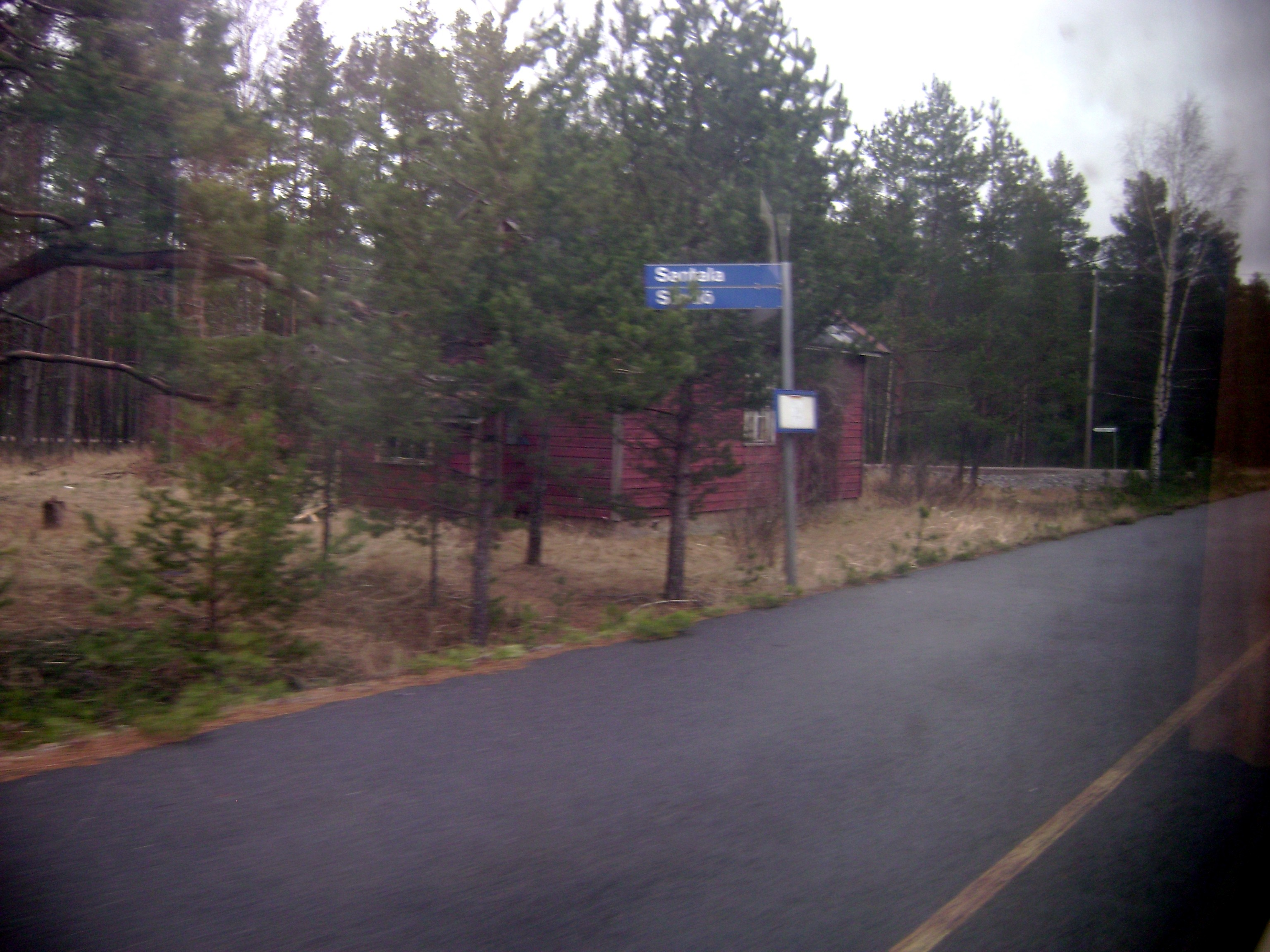
Sandö järnvägshållplats.
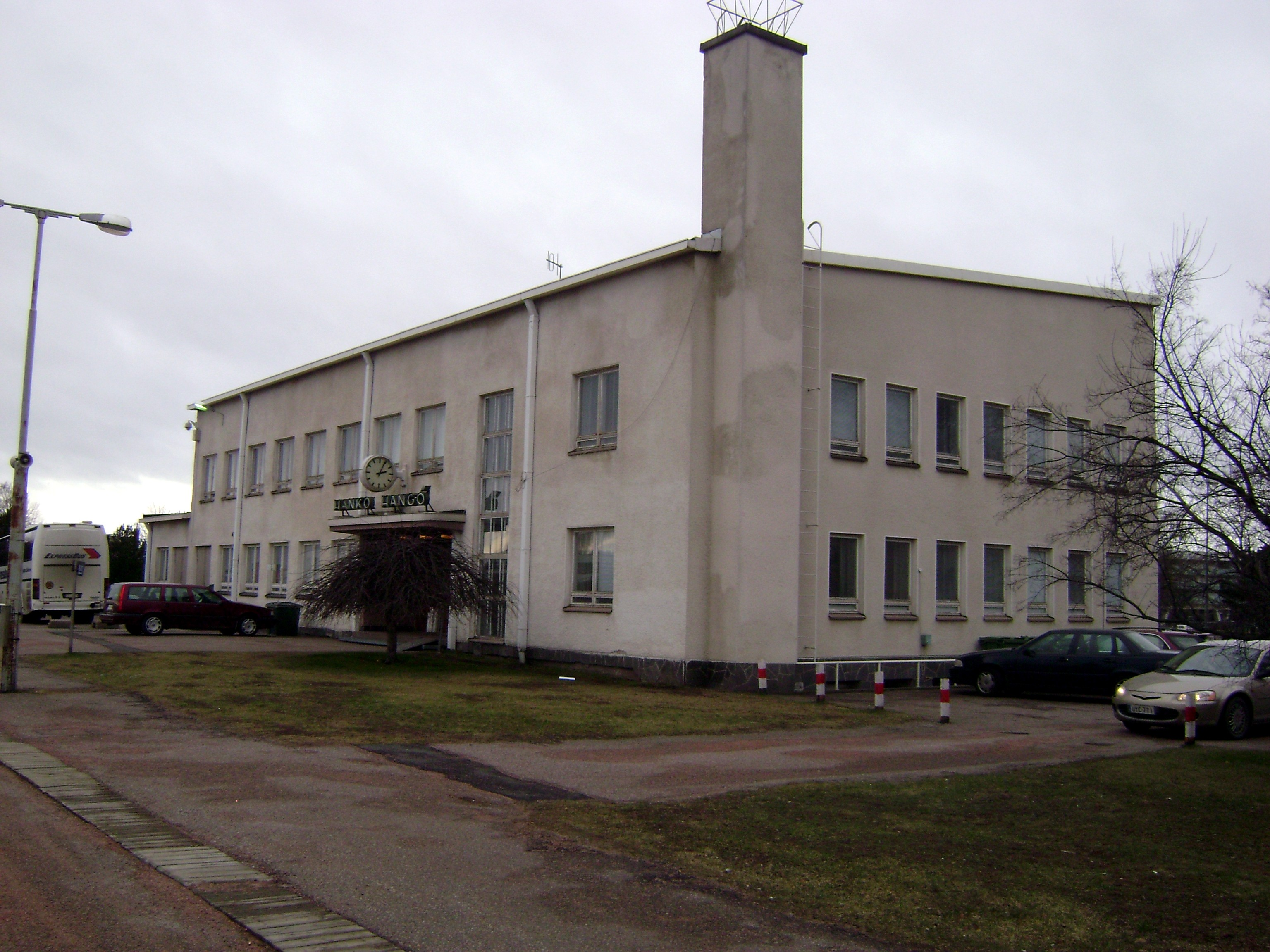
Hangö järnvägsstation.
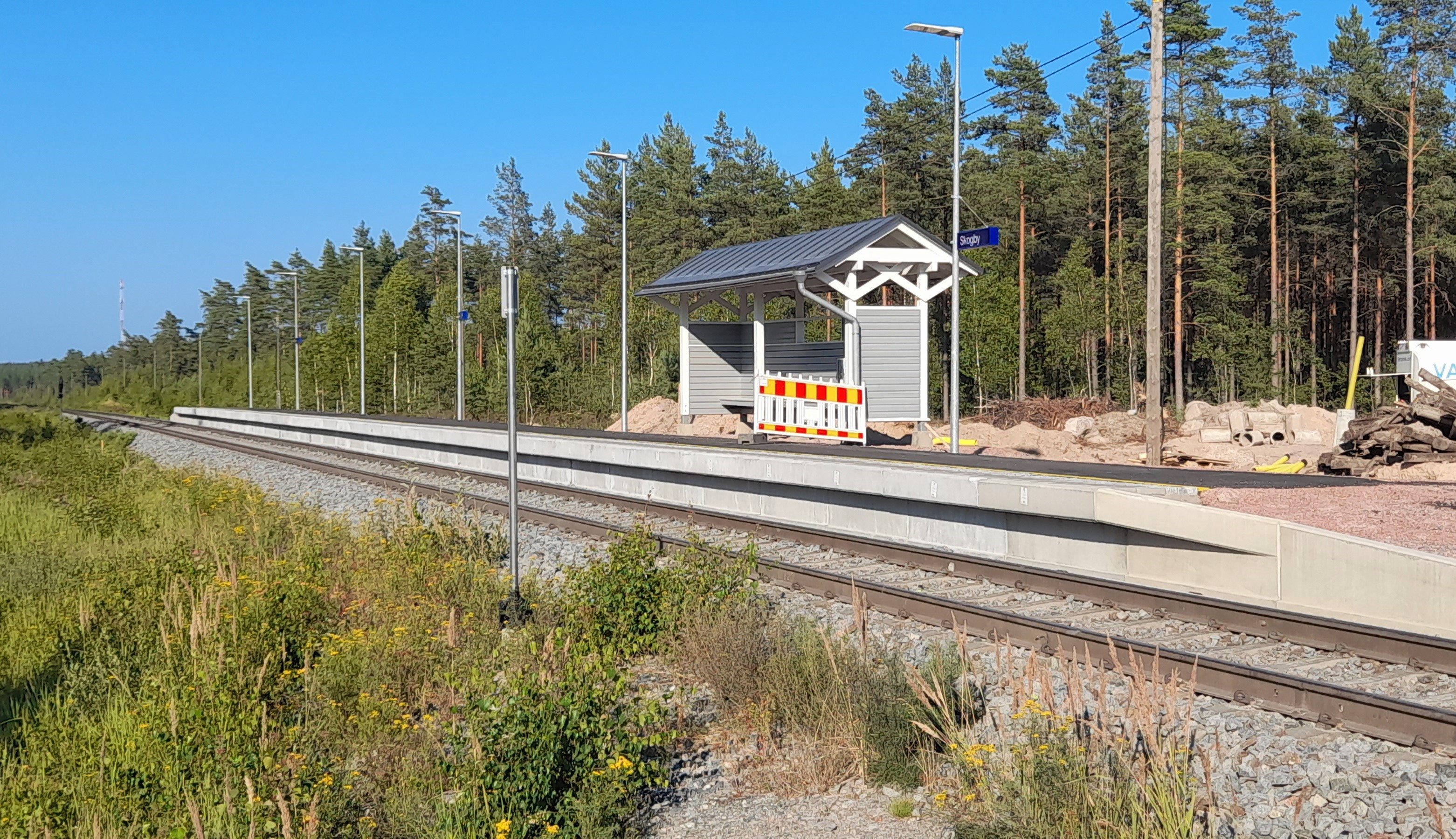
Skogby hållplats 2021.